# J Allard
J Allard, vlastním jménem James Allard (* 12. ledna 1969, Glens Falls, New York), je viceprezident korporace a šéf architektury XNA v Microsoftu. Také dohlížel na první produkt Microsoftu v oblasti herního průmyslu – Xbox. Allard dohlíží na veškerý návrh a design pro konzoli Xbox, periférie a Microsoft multiplayer online servis Xbox Live a také vyvíjí nástroje pro herní vývojáře. Jeho práce pro Xbox (Microsoft) vyústila v roce 2005 v herní konzoli Xbox 360.
Je také znám pro svůj historický výrok v roce 1995, kdy byl internet na vzestupu řekl, "Windows: Další zabijácká aplikace na Internetu". Tento výrok, šířený šéfy Microsoftu, změnil směr ubírání firmy.
Na Boston University promoval jako bakalář informatiky, Allard byl známý jako hráč a člen Team Pink. Na Xbox Live je Allarova přezdívka „HiroProtagonist“.
Allard také dohlížel na vývoj Microsoft Zune (kapesní přenosný hudební přehrávač, jako konkurent iPodu). Dále podepsal několik marketingových kampaní pro Zune během Seattle Bumbershoot festivalu v roce 2006.